# Mistrzostwa Ameryki Północnej, Środkowej i Karaibów w piłce siatkowej
Mistrzostwa Ameryki Północnej, Środkowej i Karaibów w piłce siatkowej – turniej siatkarski organizowany przez NORCECA od 1969 r., w którym udział biorą narodowe reprezentacje państw Ameryki Północnej, Środkowej i Karaibów. Mistrzostwa rozgrywane są co 2 lata.

## Mężczyźni

### Medaliści
| Edycja | Rok  | Gospodarz        | Złoto             | Srebro            | Brąz              |
| ------ | ---- | ---------------- | ----------------- | ----------------- | ----------------- |
| I      | 1969 | Meksyk           | Kuba              | Meksyk            | Stany Zjednoczone |
| II     | 1971 | Hawana           | Kuba              | Stany Zjednoczone | Meksyk            |
| III    | 1973 | Tijuana          | Stany Zjednoczone | Kuba              | Kanada            |
| IV     | 1975 | Los Angeles      | Kuba              | Meksyk            | Stany Zjednoczone |
| V      | 1977 | Santo Domingo    | Kuba              | Meksyk            | Stany Zjednoczone |
| VI     | 1979 | Hawana           | Kuba              | Kanada            | Meksyk            |
| VII    | 1981 | Meksyk           | Kuba              | Stany Zjednoczone | Kanada            |
| VIII   | 1983 | Indianapolis     | Stany Zjednoczone | Kanada            | Kuba              |
| IX     | 1985 | Santiago         | Stany Zjednoczone | Kuba              | Kanada            |
| X      | 1987 | Hawana           | Kuba              | Stany Zjednoczone | Kanada            |
| XI     | 1989 | San Juan         | Kuba              | Kanada            | Stany Zjednoczone |
| XII    | 1991 | Regina           | Kuba              | Stany Zjednoczone | Kanada            |
| XIII   | 1993 | Nowy Orlean      | Kuba              | Stany Zjednoczone | Kanada            |
| XIV    | 1995 | Edmonton         | Kuba              | Stany Zjednoczone | Kanada            |
| XV     | 1997 | San Juan         | Kuba              | Stany Zjednoczone | Kanada            |
| XVI    | 1999 | Monterrey        | Stany Zjednoczone | Kuba              | Kanada            |
| XVII   | 2001 | Bridgetown       | Kuba              | Stany Zjednoczone | Kanada            |
| XVIII  | 2003 | Culiacán         | Stany Zjednoczone | Kanada            | Kuba              |
| XIX    | 2005 | Winnipeg         | Stany Zjednoczone | Kuba              | Kanada            |
| XX     | 2007 | Anaheim          | Stany Zjednoczone | Portoryko         | Kuba              |
| XXI    | 2009 | Bayamón          | Kuba              | Stany Zjednoczone | Portoryko         |
| XXII   | 2011 | Mayagüez         | Kuba              | Stany Zjednoczone | Kanada            |
| XXIII  | 2013 | Langley          | Stany Zjednoczone | Kanada            | Kuba              |
| XXIV   | 2015 | Córdoba          | Kanada            | Kuba              | Portoryko         |
| XXV    | 2017 | Colorado Springs | Stany Zjednoczone | Dominikana        | Kanada            |
| XXVI   | 2019 | Winnipeg         | Kuba              | Stany Zjednoczone | Kanada            |
| XXVII  | 2021 | Durango          | Portoryko         | Kanada            | Meksyk            |
| XXVIII | 2023 | Charleston       | Stany Zjednoczone | Kanada            | Kuba              |

### Klasyfikacja medalowa
| Lp. | Państwo           | złoto | srebro | brąz | Razem |
| --- | ----------------- | ----- | ------ | ---- | ----- |
| 1.  | Kuba              | 16    | 5      | 5    | 26    |
| 2.  | Stany Zjednoczone | 10    | 11     | 4    | 25    |
| 3.  | Kanada            | 1     | 7      | 14   | 22    |
| 4.  | Portoryko         | 1     | 1      | 2    | 4     |
| 5.  | Meksyk            | –     | 3      | 3    | 6     |
| 6.  | Dominikana        | –     | 1      | 0    | 1     |

## Kobiety

### Medalistki
| Edycja | Rok  | Gospodarz                             | Złoto                                                                                               | Srebro                                                                                              | Brąz                                                                                                |
| ------ | ---- | ------------------------------------- | --------------------------------------------------------------------------------------------------- | --------------------------------------------------------------------------------------------------- | --------------------------------------------------------------------------------------------------- |
| I      | 1969 | Meksyk                                | Meksyk                                                                                              | Kuba                                                                                                | Stany Zjednoczone                                                                                   |
| II     | 1971 | Hawana                                | Meksyk                                                                                              | Kuba                                                                                                | Antyle Holenderskie                                                                                 |
| III    | 1973 | Tijuana                               | Kuba                                                                                                | Kanada                                                                                              | Stany Zjednoczone                                                                                   |
| IV     | 1975 | Los Angeles                           | Kuba                                                                                                | Stany Zjednoczone                                                                                   | Meksyk                                                                                              |
| V      | 1977 | Santo Domingo                         | Kuba                                                                                                | Stany Zjednoczone                                                                                   | Kanada                                                                                              |
| VI     | 1979 | Hawana                                | Kuba                                                                                                | Stany Zjednoczone                                                                                   | Meksyk                                                                                              |
| VII    | 1981 | Meksyk                                | Stany Zjednoczone                                                                                   | Kuba                                                                                                | Meksyk                                                                                              |
| VIII   | 1983 | Indianapolis                          | Stany Zjednoczone                                                                                   | Kuba                                                                                                | Kanada                                                                                              |
| IX     | 1985 | Santiago                              | Kuba                                                                                                | Stany Zjednoczone                                                                                   | Kanada                                                                                              |
| X      | 1987 | Hawana                                | Kuba                                                                                                | Stany Zjednoczone                                                                                   | Kanada                                                                                              |
| XI     | 1989 | San Juan                              | Kuba                                                                                                | Kanada                                                                                              | Stany Zjednoczone                                                                                   |
| XII    | 1991 | Regina                                | Kuba                                                                                                | Stany Zjednoczone                                                                                   | Kanada                                                                                              |
| XIII   | 1993 | Colorado Springs                      | Kuba                                                                                                | Stany Zjednoczone                                                                                   | Kanada                                                                                              |
| XIV    | 1995 | Santo Domingo                         | Kuba                                                                                                | Stany Zjednoczone                                                                                   | Kanada                                                                                              |
| XV     | 1997 | Caguas                                | Kuba                                                                                                | Stany Zjednoczone                                                                                   | Dominikana                                                                                          |
| XVI    | 1999 | Monterrey                             | Kuba                                                                                                | Stany Zjednoczone                                                                                   | Kanada                                                                                              |
| XVII   | 2001 | Santo Domingo                         | Stany Zjednoczone                                                                                   | Kuba                                                                                                | Dominikana                                                                                          |
| XVIII  | 2003 | Santo Domingo                         | Stany Zjednoczone                                                                                   | Kuba                                                                                                | Dominikana                                                                                          |
| XIX    | 2005 | Port-of-Spain                         | Stany Zjednoczone                                                                                   | Kuba                                                                                                | Dominikana                                                                                          |
| XX     | 2007 | Winnipeg                              | Kuba                                                                                                | Stany Zjednoczone                                                                                   | Dominikana                                                                                          |
| XXI    | 2009 | Bayamón                               | Dominikana                                                                                          | Portoryko                                                                                           | Kuba                                                                                                |
| XXII   | 2011 | Caguas                                | Stany Zjednoczone                                                                                   | Dominikana                                                                                          | Kuba                                                                                                |
| XXIII  | 2013 | Omaha                                 | Stany Zjednoczone                                                                                   | Dominikana                                                                                          | Portoryko                                                                                           |
| XXIV   | 2015 | Morelia                               | Stany Zjednoczone                                                                                   | Dominikana                                                                                          | Portoryko                                                                                           |
| XXV    | 2017 | Santo Domingo Vancouver Port-of-Spain | de facto nie były to Mistrzostwa NORCECA turniej pełnił rolę kwalifikacji do Mistrzostw Świata 2018 | de facto nie były to Mistrzostwa NORCECA turniej pełnił rolę kwalifikacji do Mistrzostw Świata 2018 | de facto nie były to Mistrzostwa NORCECA turniej pełnił rolę kwalifikacji do Mistrzostw Świata 2018 |
| XXVI   | 2019 | San Juan                              | Dominikana                                                                                          | Stany Zjednoczone                                                                                   | Kanada                                                                                              |
| XXVII  | 2021 | Guadalajara                           | Dominikana                                                                                          | Portoryko                                                                                           | Kanada                                                                                              |
| XXVIII | 2023 | Quebec                                | Dominikana                                                                                          | Stany Zjednoczone                                                                                   | Kanada                                                                                              |

### Klasyfikacja medalowa
| Lp. | Państwo             | złoto | srebro | brąz | Razem |
| --- | ------------------- | ----- | ------ | ---- | ----- |
| 1.  | Kuba                | 13    | 7      | 2    | 22    |
| 2.  | Stany Zjednoczone   | 8     | 13     | 3    | 24    |
| 3.  | Dominikana          | 4     | 3      | 5    | 12    |
| 4.  | Meksyk              | 2     | –      | 3    | 5     |
| 5.  | Kanada              | –     | 2      | 11   | 13    |
| 6.  | Portoryko           | –     | 2      | 2    | 4     |
| 7.  | Antyle Holenderskie | –     | –      | 1    | 1     |